# Aqüeducte de la Rambla dels Molins
L'Aqüeducte de la Rambla dels Molins també anomenat aqüeducte medieval de Biar és un aqüeducte a Biar a la província d'Alacant al País Valencià, situat a l'est de la carretera de Banyeres de Mariola al sortir del poble en direcció nord.

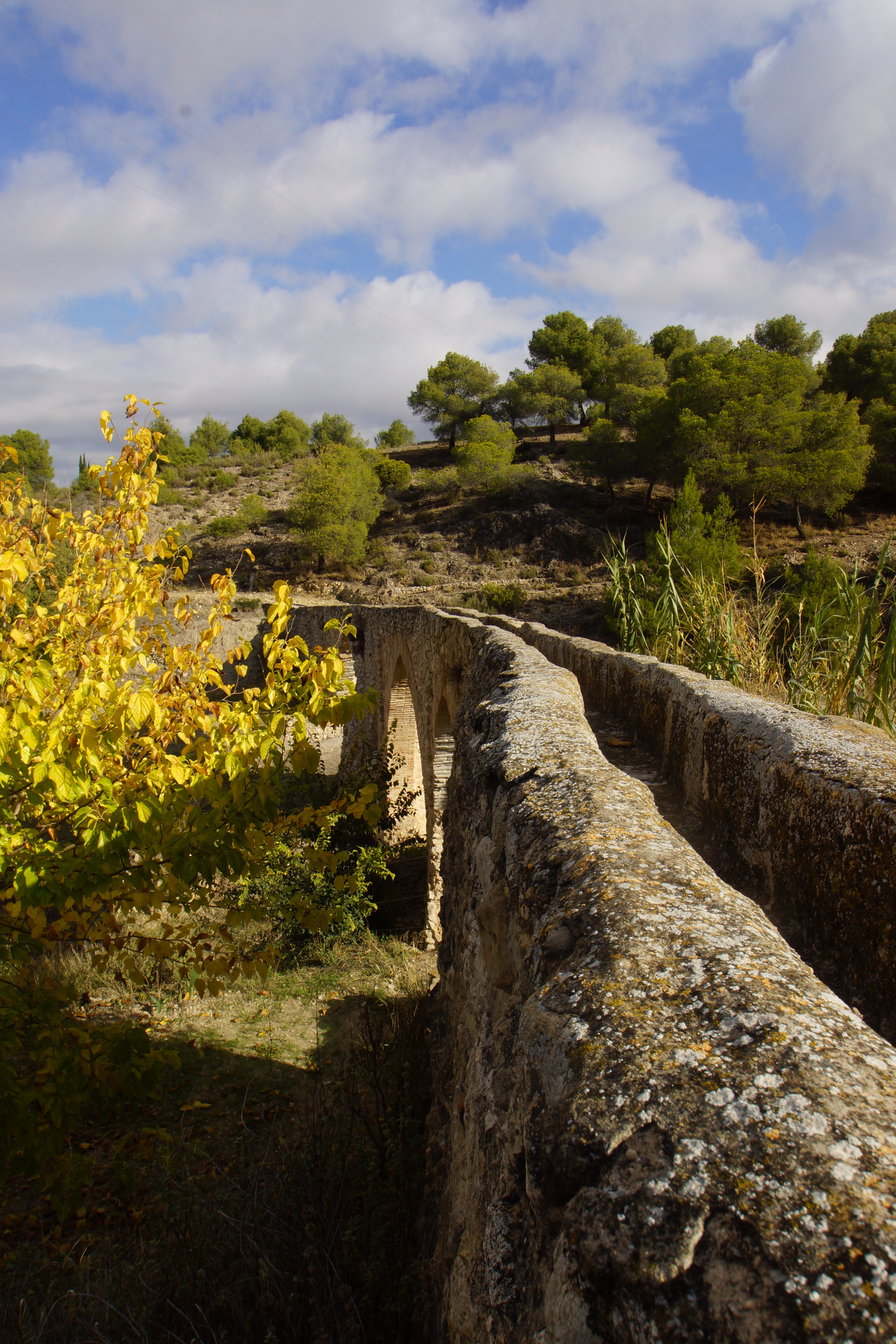
Vista superior de la canal de l'aqüeducte

Va ser construït per l'arquitecte gironí Pere Compte al segle xv en estil gòtic, amb dos arcs ogivals i un de mig punt. L'objectiu era salvar el desnivell de la rambla dels Molins i regar els camps a l'altre costat. Va ser construït en pedra, encara que també alterna el totxo de fang cuit. A la seua base hi ha pilars i contraforts per contrarestar les puntuals crescudes de la riera. El primer esment escrit data del 1490.
Està catalogat com bé immoble de rellevància local i ha sigut integrat en el sender turístic Camí del Cid.